# Mogens Holm (roer)
Mogens Rasmus Holm (født 10. februar 1941 i Trige, Danmark) er en dansk tidligere roer.
Holm var med ved OL 1972 i München, hvor han sammen med Bjarne Pedersen, Per Wind, Jens Lindhardt og styrmand Kim Wind udgjorde den danske firer med styrmand. Danskerne roede to heat i konkurrencen, et indledende heat og et opsamlingsheat, og sluttede på sidstepladsen i begge.